# Melchior Ndadaye
Melchior Ndadaye (Muramvya, 28 de março de 1953 – Bujumbura, 21 de outubro de 1993) foi um intelectual e político do Burundi. Ele foi o primeiro presidente hutu e o primeiro presidente democraticamente eleito do Burundi depois de vencer a eleição de 1993. Embora agisse para tentar suavizar a amarga divisão étnica do país, suas reformas foram hostilizadas pelos militares no exército dominado por tutsis, e ele foi assassinado em meio a um fracassado golpe militar em outubro de 1993, depois de apenas três meses no cargo. Seu assassinato provocou uma série de massacres brutais olho por olho entre os grupos étnicos tutsis e hutus, e, finalmente, provocou uma longa década de Guerra Civil do Burundi.
Dois dias depois, o vice-presidente do Movimento Republicano Nacional por Democracia e Desenvolvimento, Froduald Karamira, condenou o golpe e apelou à população hutu para "pegar em armas e caçar o inimigo entre nós". Este discurso seria um dos gatilhos Isso desencadearia o Genocídio de Ruanda, sendo executado posteriormente em um tribunal na capital Quigali.